# Ol'ga Zav'jalova
Ol'ga Viktorovna Korneeva, coniugata Zav'jalova, accreditata come Olga Savialova dalla FIS (in russo Ольга Викторовна Корнеева-Завьялова?; Leningrado, 24 agosto 1972), è un'ex fondista russa, vincitrice di varie medaglie iridate.

## Biografia
In Coppa del Mondo ottenne il primo risultato di rilievo il 12 dicembre 1992 a Ramsau am Dachstein (27ª), il primo podio il 17 dicembre 1994 a Sappada (2ª) e la prima vittoria il 28 gennaio 1995 a Lahti.
In carriera prese parte a tre edizioni dei Giochi olimpici invernali, Salt Lake City 2002 (11ª nella 15 km, 19ª nella 30 km), Torino 2006 (24ª nella 10 km, 9ª nella 30 km, 7ª nell'inseguimento) e Vancouver 2010 (12ª nella 10 km, 22ª nella 30 km, 12ª nell'inseguimento, 7ª nella staffetta), e a sette dei Campionati mondiali, vincendo sei medaglie.

## Palmarès

### Mondiali
- 6 medaglie:
  - 2 ori (30 km a Val di Fiemme 2003; inseguimento a Sapporo 2007)
  - 1 argento (10 km a Sapporo 2007)
  - 3 bronzi (10 km, 15 km, staffetta a Val di Fiemme 2003)

### Coppa del Mondo
- Miglior piazzamento in classifica generale: 5ª nel 1995 e nel 2001
- 32 podi (14 individuali, 18 a squadre[1]):
  - 5 vittorie (1 individuale, 4 a squadre)
  - 12 secondi posti (6 individuali, 6 a squadre)
  - 15 terzi posti (7 individuali, 8 a squadre)

#### Coppa del Mondo - vittorie
| Data             | Località                | Nazione   | Spec.                                                                |
| ---------------- | ----------------------- | --------- | -------------------------------------------------------------------- |
| 28 gennaio 1995  | Lahti                   | Finlandia | 4x5 km TL (con Nina Gavryljuk, Larisa Lazutina ed Elena Välbe)       |
| 9 dicembre 2000  | Santa Caterina Valfurva | Italia    | 4x3 km (con Nina Gavryljuk, Larisa Lazutina e Julija Čepalova)       |
| 13 dicembre 2000 | Clusone                 | Italia    | TS TL (con Julija Čepalova)                                          |
| 7 febbraio 2004  | La Clusaz               | Francia   | 4x5 km (con Larisa Kurkina, Lilija Vasil'eva ed Ekaterina Voroncova) |
| 12 febbraio 2005 | Reit im Winkl           | Germania  | 10 km TL                                                             |

Legenda:

TS = sprint a squadre

TL = tecnica libera

#### Coppa del Mondo - competizioni intermedie
- 1 podio di tappa:
  - 1 terzo posto